# Wilfried Ziegemeier

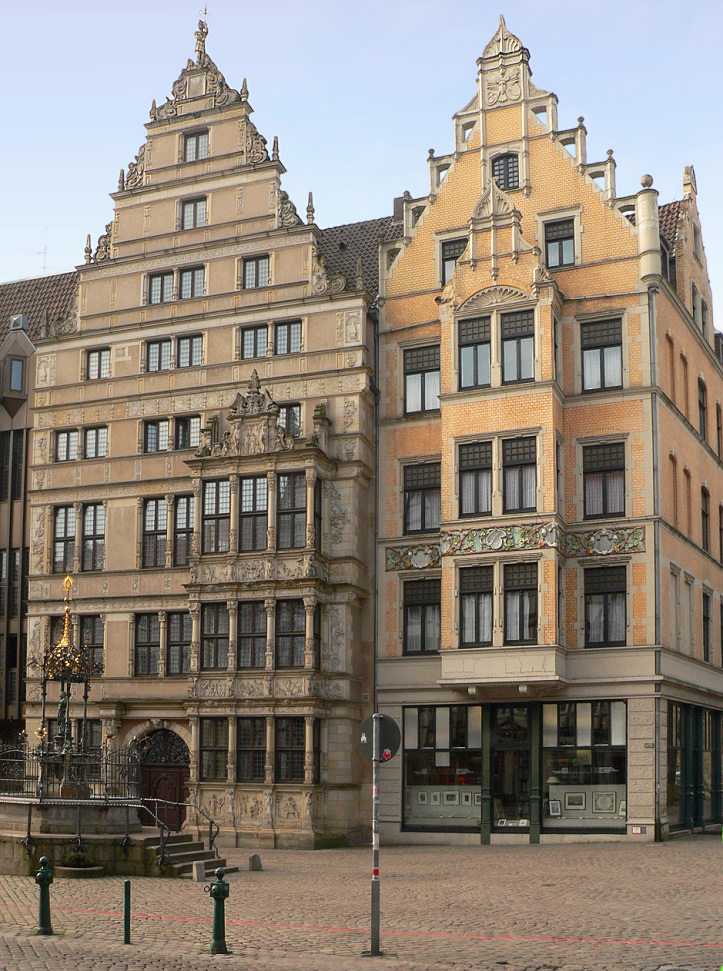
Leibnizhaus mit der Fassade von Ziegemeier

Wilfried Ziegemeier (* 17. März 1926; † 2. Mai 2013) war ein deutscher Architekt.

## Leben
Ziegemeier betrieb nach Abschluss des Studiums ein Architekturbüro in Isernhagen bei Hannover. 1981 entwarf er die Fassade des Leibnizhauses am Holzmarkt in Hannover (Wiederaufbau 1981–1983). Nach der Wende eröffnete er eine zweite Niederlassung in Halle (Saale) und widmete sich dort unter anderem der Rettung und Restaurierung der Franckeschen Stiftungen.

## Bauten und Entwürfe
- 1954: Leibnizschule in Hannover (mit Karl Otto)
- 1963: Gemeindehaus der evangelisch-lutherischen Kirchengemeinde in Elze-Bennemühlen
- 1964: Gemeindehaus der evangelisch-lutherischen Kirchengemeinde in Altwarmbüchen
- 1968: Christophoruskirche mit Gemeindezentrum in Bissendorf-Wietze
- 1997: Elisabeth-Gymnasium in Halle (Saale)
- 2000: Hauskirche zum Heiligen Kreuz in Halle (Saale)